# 221
Évszázadok: 2. század – 3. század – 4. század
Évtizedek: 170-es évek – 180-as évek – 190-es évek – 200-as évek – 210-es évek – 220-as évek – 230-as évek – 240-es évek – 250-es évek – 260-as évek – 270-es évek
Évek: 216 – 217 – 218 – 219 –  220 – 221 – 222 – 223 – 224 – 225 – 226

## Események

### Római Birodalom
- Caius Vettius Gratus Sabinianust és Marcus Flavius Vitellius Seleucust választják consulnak.
- Heliogabalus császár nagyanyja, Iulia Maesa nyomására elválik feleségétől, a volt Vesta-szűz Aquilia Severától és feleségül veszi az előkelő származású Annia Faustinát. Még az év vége előtt azonban érvénytelennek nyilvánítja a válást és visszatér Aquiliához.
- Heliogabalus Iulia Maesa rábeszélésére adoptálja, caesari ranggal látja el és utódjául nevezi ki 12 éves unokatestvérét, Alexianust, hogy így több időt fordíthasson vallási teendőire. A szenátusban tartott adoptálási ceremónián jelen van a császár szenátorrá kinevezett nagyanyja, Iulia Maesa és anyja, Iulia Soaemias; ők az első nők akik beléphetnek a szenátus ülésére.

### Kína
- Miután az előző évben Cao Pi Vej császárává nyilvánította magát, a déli hadúr, Liu Pej május 15-én megalapítja saját államát, Su Hant és császárrá kiáltja ki magát. A harmadik hadúr, Szun Csüan egyelőre kivár és barátsági szerződést köt Cao Pivel.

## Halálozások
- Csang Fej, kínai hadvezér
- Seleucus római ellencsászár (221. körül)

## Fordítás
- Ez a szócikk részben vagy egészben  a(z)   221 című angol Wikipédia-szócikk ezen változatának fordításán alapul.  Az eredeti cikk szerkesztőit annak laptörténete sorolja fel. Ez a jelzés csupán a megfogalmazás eredetét és a szerzői jogokat jelzi, nem szolgál a cikkben szereplő információk forrásmegjelöléseként.